# Bahnstrecke Bürmoos–Ostermiething
| |                      |                                                 |                                                 |
| Streckennummer (ÖBB): | T                    |                                                 |                                                 |
| Kursbuchstrecke (ÖBB): | 210                  |                                                 |                                                 |
| Streckenlänge: | 11,353 km            |                                                 |                                                 |
| Spurweite: | 1435 mm (Normalspur) |                                                 |                                                 |
| Streckenklasse: | C3                   |                                                 |                                                 |
| Stromsystem: | 1000 V =             |                                                 |                                                 |
| Maximale Neigung: | 17 ‰                 |                                                 |                                                 |
| Minimaler Radius: | 168 m                |                                                 |                                                 |
| Streckengeschwindigkeit: | 80 km/h              |                                                 |                                                 |
| |                      |                                                 |                                                 |
| \| \| \| von Lamprechtshausen \| \| \| \| 0,000 \| Bürmoos \| Bürmoos \| \| \| \| nach Salzburg \| \| \| \| 0,200 \| Bürmoos Haltestelle (bis 14. Dezember 1980) \| Bürmoos Haltestelle (bis 14. Dezember 1980) \| \| \| 1,400 \| Eching \| Eching \| \| \| 2,600 \| Irlach (1976–?) \| Irlach (1976–?) \| \| \| 3,600 \| St. Georgen bei Salzburg \| St. Georgen bei Salzburg \| \| \| 4,000 \| Moosach, Landesgrenze Salzburg / Oberösterreich \| Moosach, Landesgrenze Salzburg / Oberösterreich \| \| \| 5,000 \| St. Pantaleon-Reith \| St. Pantaleon-Reith \| \| \| 6,300 \| Wildshut Kirchberg \| Wildshut Kirchberg \| \| \| 6,700 \| Gut Wildshut (seit Mai 2015) \| Gut Wildshut (seit Mai 2015) \| \| \| 6,980 \| AB Rosenstatter \| AB Rosenstatter \| \| \| 7,100 \| Eiferding \| Eiferding \| \| \| \| zum Kraftwerk Riedersbach \| \| \| \| 8,400 \| Riedersbach (bis 1993: Trimmelkam Haltestelle) \| Riedersbach (bis 1993: Trimmelkam Haltestelle) \| \| \| \| zur alten Remise \| \| \| \| 8,816 \| Trimmelkam \| 431 m ü. A. \| \| \| 9,950 \| Diepoltsdorf (seit 14. Dezember 2014) \| Diepoltsdorf (seit 14. Dezember 2014) \| \| \| 11,353 \| Ostermiething (seit 14. Dezember 2014) \| Ostermiething (seit 14. Dezember 2014) \| \| \| \| \| \| \| Quellen: [1] \| \| \| \| |                      |                                                 |                                                 |
| Strecke |                      | von Lamprechtshausen                            | von Lamprechtshausen                            |
| Bahnhof | 0,000                | Bürmoos                                         | Bürmoos                                         |
| Abzweig geradeaus und nach links |                      | nach Salzburg                                   | nach Salzburg                                   |
| ehemaliger Haltepunkt / Haltestelle | 0,200                | Bürmoos Haltestelle (bis 14. Dezember 1980)     | Bürmoos Haltestelle (bis 14. Dezember 1980)     |
| Haltepunkt / Haltestelle | 1,400                | Eching                                          | Eching                                          |
| ehemaliger Haltepunkt / Haltestelle | 2,600                | Irlach (1976–?)                                 | Irlach (1976–?)                                 |
| Haltepunkt / Haltestelle | 3,600                | St. Georgen bei Salzburg                        | St. Georgen bei Salzburg                        |
| Grenze auf Brücke über Wasserlauf | 4,000                | Moosach, Landesgrenze Salzburg / Oberösterreich | Moosach, Landesgrenze Salzburg / Oberösterreich |
| Haltepunkt / Haltestelle | 5,000                | St. Pantaleon-Reith                             | St. Pantaleon-Reith                             |
| Haltepunkt / Haltestelle | 6,300                | Wildshut Kirchberg                              | Wildshut Kirchberg                              |
| Haltepunkt / Haltestelle | 6,700                | Gut Wildshut (seit Mai 2015)                    | Gut Wildshut (seit Mai 2015)                    |
| Abzweig geradeaus und nach links | 6,980                | AB Rosenstatter                                 | AB Rosenstatter                                 |
| Haltepunkt / Haltestelle | 7,100                | Eiferding                                       | Eiferding                                       |
| Abzweig geradeaus und nach links |                      | zum Kraftwerk Riedersbach                       | zum Kraftwerk Riedersbach                       |
| Bahnhof | 8,400                | Riedersbach (bis 1993: Trimmelkam Haltestelle)  | Riedersbach (bis 1993: Trimmelkam Haltestelle)  |
| Abzweig geradeaus und nach links |                      | zur alten Remise                                | zur alten Remise                                |
| Bahnhof | 8,816                | Trimmelkam                                      | 431 m ü. A.                                     |
| Haltepunkt / Haltestelle | 9,950                | Diepoltsdorf (seit 14. Dezember 2014)           | Diepoltsdorf (seit 14. Dezember 2014)           |
| Kopfbahnhof Streckenende | 11,353               | Ostermiething (seit 14. Dezember 2014)          | Ostermiething (seit 14. Dezember 2014)          |
| |                      |                                                 |                                                 |
| Quellen: |                      |                                                 |                                                 |

Die Bahnstrecke Bürmoos–Ostermiething ist eine 11,616 Kilometer lange Nebenbahn in Österreich. Die normalspurige und mit 1000 Volt Gleichstrom elektrifizierte Strecke zweigt in Bürmoos von der Bahnstrecke Salzburg–Lamprechtshausen ab, mit der sie betrieblich eng verbunden ist. Beide Bahnstrecken gemeinsam werden vor Ort auch als Lokalbahn bezeichnet. Die Bahnstrecke Bürmoos–Ostermiething ist Teil des S-Bahn-Netzes Salzburg.

## Geschichte

### Errichtung und Inbetriebnahme
Die Bahnstrecke von Bürmoos nach Trimmelkam wurde ab 1949 als eine der letzten Eisenbahnstrecken des Landes erbaut und am 1. April 1951 in Betrieb genommen. Eine wichtige Rolle spielte ursprünglich der Güterverkehr für die Salzach-Kohlenbergbau-Gesellschaft (SAKOG), dieser war auch ausschlaggebend für die Errichtung der Strecke gewesen. Ab dem 18. Mai 1952 verkehrten erstmals Güterzüge mit Personenbeförderung.
Der hauptsächliche Bedeutung der Strecke lag im Güterverkehr vom Kohlebergbau in Trimmelkam bzw. nach dessen Stilllegung zum kalorischen Kraftwerk in Riedersbach.

### Betreiberwechsel und Modernisierung
Bis Ende 1993 wurde die Trimmelkamer Bahnstrecke von der Stern & Hafferl Verkehrsgesellschaft betrieben. Die über die damals von den Salzburger Stadtwerken betriebene Strecke Salzburg–Lamprechtshausen kommenden Fahrgäste mussten in Bürmoos umsteigen. Anfang 1994 wurde die Strecke von den Salzburger Stadtwerken – die 2000 in der Salzburg AG aufgingen – übernommen und wird mittlerweile von der Linie S11 der S-Bahn Salzburg bedient. Ein Teil der Züge verkehrt durchgehend von und nach Salzburg Lokalbahnhof.
Mit der Modernisierung der Strecke und der Einführung eines konsequenten Taktfahrplans mit einem Stundentakt und teilweiser Verdichtung auf einen Halbstundentakt sowie elf täglichen Eilzugpaaren bis Salzburg stieg die Nachfrage auf der Linie S11 stark an.
2000 wurde im Bahnhof Trimmelkam eine kombinierte Bahnhofs- und Wagenhalle neu errichtet.
2008/2009 wurde die Strecke mit einem Signalsystem für einen signalisierten Zugleitbetrieb (MSN) ausgerüstet.

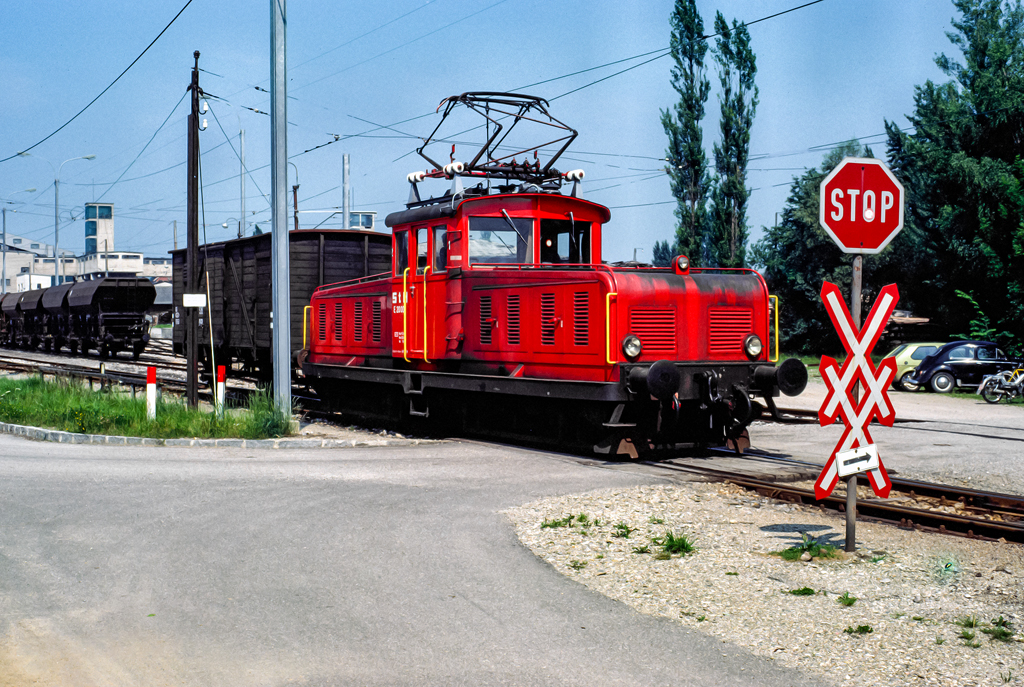
St&H E-Lok E 20.007 im Bahnhof Trimmelkam, 1983
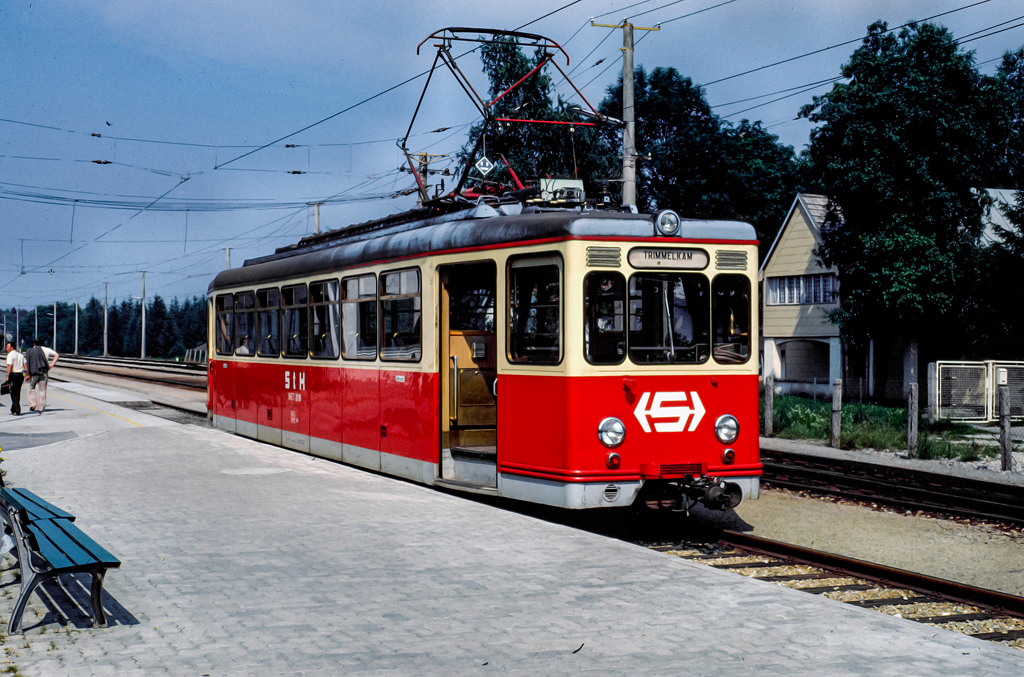
St&H ET 20.110 im Bahnhof Bürmoos als Zug 723, 1983
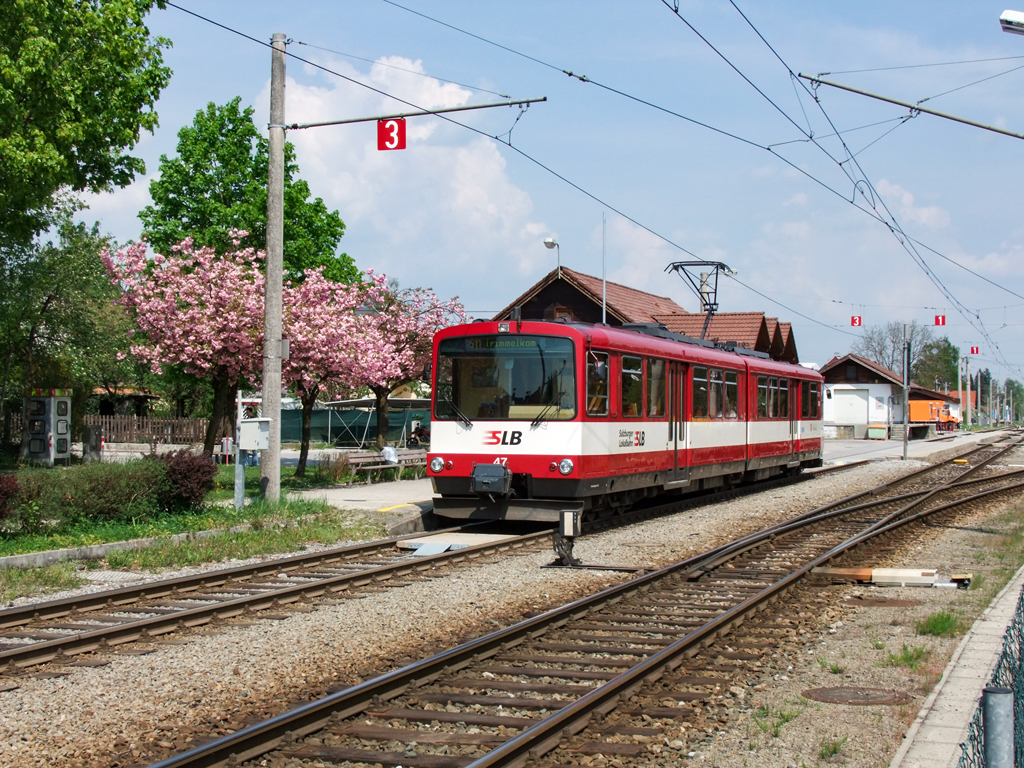
SLB-Triebwagen ET 47 im Bahnhof Bürmoos, 2011

Im Frühjahr 2015 wurde zwischen den Haltestellen Wildshut und Eiferding im Bereich Stiegl-Gut Wildshut die Bedarfshaltestelle Gut Wildshut eingerichtet. Die architektonische Umsetzung erfolgte durch Christine Kapsreiter, welche auch für den Umbau des Stiegl-Guts verantwortlich war. Die Inbetriebnahme der Haltestelle erfolgte zeitgleich mit der Eröffnung des Bierguts im Mai 2015.
Im Mai 2024 wurde angekündigt, den Zugleitfunk voraussichtlich zum 1. Juli 2025 durch GSM-R zu ersetzen.
Bei der Leit- und Sicherungstechnik ist eine Erneuerung und eine Umstellung ab voraussichtlich 2030 auf ETCS Level 2 geplant.

### Verlängerung
Aufgrund der ursprünglichen Schwerpunkts der Strecke auf dem Güterverkehr kam im Gegensatz zur Bahnstrecke Salzburg–Lamprechtshausen eine Verlängerung der Strecke Richtung Norden zunächst nicht infrage.
Mit dem Aufschwung des Personenverkehrs auf der Strecke wünschte vor allem die damals fast 3000 Einwohner große Gemeinde Ostermiething zunehmend einen Anschluss an diese Strecke.
Eine Verlängerung wurde erstmals 1992 in einer Studie untersucht. Dabei war vorgesehen, zunächst mit einer Schleppbahn für den Güterverkehr ein mögliches Gewerbegebiet zu erschließen und später auch einen Personenverkehr, der aber im Bereich Ostermiething ein maßgeblicher Verlängerungsgrund war, einzuführen. Der Umbau des Endbahnhofs Trimmelkam 2000 wurde so ausgeführt, dass bautechnisch eine leichte Realisierung einer Verlängerung der beiden Bahnhofsgleise Richtung Norden möglich war.
In einem Planungsgebiet, das sich bis nach Burghausen erstreckte, ließen die Länder Salzburg, Oberösterreich und Bayern mögliche Streckenverlängerungen über Ostermiething hinaus untersuchen. Bei einer Umsetzung hätte ein Fahrgastpotenzial von 25.000 Einwohnern erschlossen und durch das Bayerische Chemiedreieck ein hohes Güterverkehrspotenztial erwartet werden können, wobei Steigungen, Zuglängenbeschränkungen und Kapazitätsengpässe eine Nutzung im Güterfernverkehr einschränkten. Von fünf ausgearbeiteten Varianten wurden die zwei mit dem größten Verkehrspotential detaillierter analysiert und bewertet: Die in Variante 1 vorgesehene Trasse verlief auf 18,3 Kilometern Länge fast ausschließlich auf oberösterreichischem Gebiet und großteils in vergleichsweise günstigem Gelände. Sie folgte zunächst der Landesstraße 501 mit einer Station in Tarsdorf, dann über eine Station in Duttendorf zu einer hohen und langen Talbrücke über die Salzach nordöstlich von Burghausen und über eine Station Burghausen-Industriezone von Osten in den Bahnhof Burghausen an der Bahnstrecke Tüßling–Burghausen. Die in Variante 3 vorgesehene Trasse verlief auf 26,5 Kilometern Länge in weiten Teilen in Bayern. Sie verlief über jeweils eine Station in Döstling und Simling zur Salzach, nach einer Querung dessen über eine Station in Tittmoning zur Bahnstrecke Mühldorf–Freilassing mit einem Verknüpfungsbahnhof Mühlham und weiter über eine Station in Asten zur Bahnstrecke Tüßling–Burghausen, an der eine Station Burghausen-West entstanden wäre. Diese Variante hätte deutlich Vorteile sowohl für den Pendler- als auch für den Freizeit- und Tourismusverkehr. Die Studie ergab für eine Weiterführung über Ostermiething hinaus die technische und umweltseitige Machbarkeit sowie wirtschaftliche und raumplanerische Sinnhaftigkeit. Trotzdem schlossen Fachleute, Politiker und Gutachter aufgrund der Kapitalkosten der Investition diese vorerst aus.
Für die als notwendig angesehene Verlängerung von Trimmelkam nach Ostermiething dagegen erteilte das Land Oberösterreich unter Beteiligung des Bundes einen Planungsauftrag. Am 6. November 2013 erfolgte der Spatenstich für die Verlängerung, die am 12. Dezember 2014 eröffnet wurde. Zum Fahrplanwechsel am 14. Dezember 2014 wurde der reguläre Personenverkehr aufgenommen. Die Baukosten in Höhe von 19 Millionen Euro wurden größtenteils vom Land Oberösterreich getragen. Der zweigleisige Endbahnhof entstand nicht möglichst nah an der Ortsmitte Ostermiethings, sondern außerhalb davon am Moosweg, um bei Bedarf eine weitere Verlängerung zu ermöglichen.

## Streckenbeschreibung
Die 11,353 Kilometer lange Nebenbahn ist eingleisig und mit einer Oberleitung mit einer Gleichspannung von 1000 Volt elektrifiziert. Die Streckenhöchstgeschwindigkeit liegt bei 80 km/h.

### Verlauf

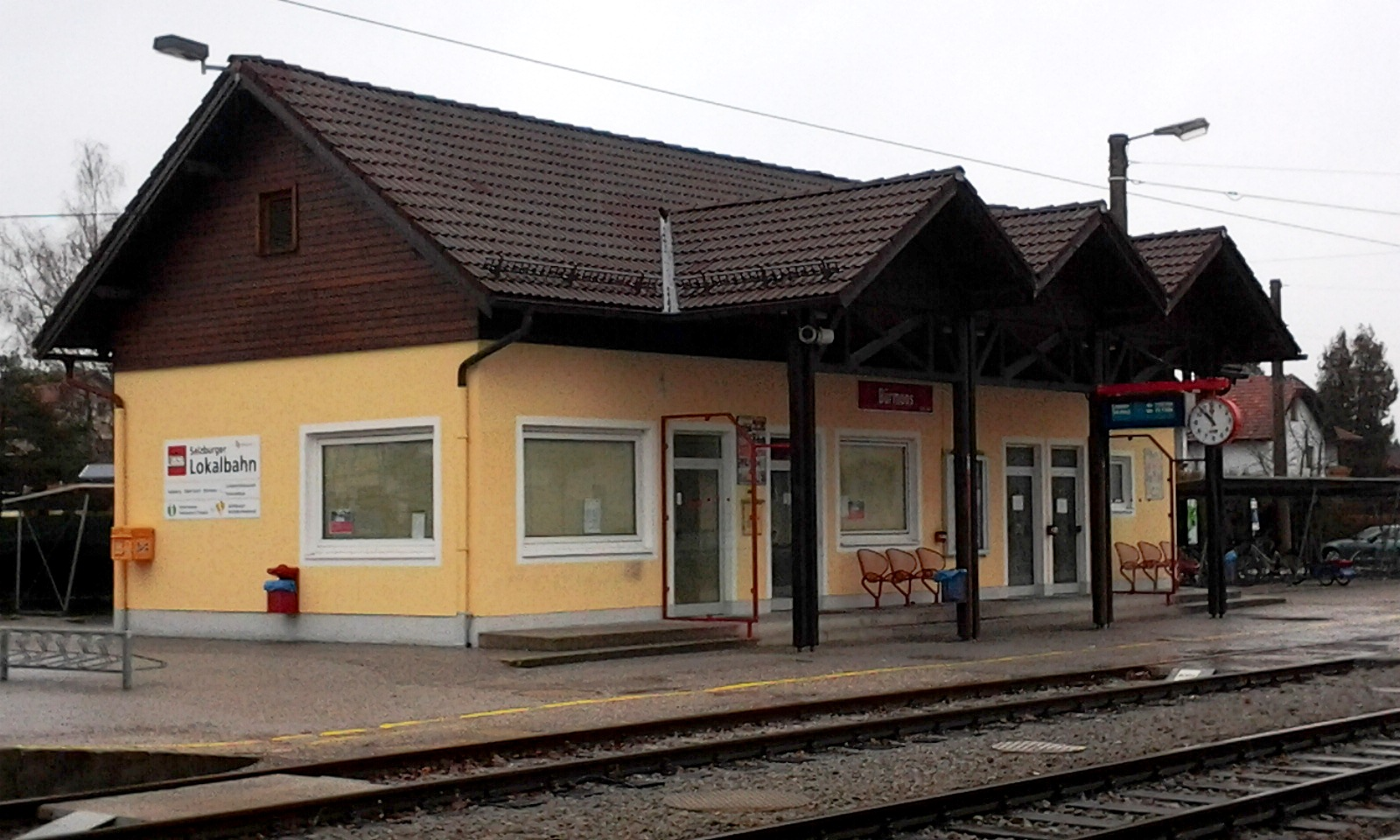
Bahnhofsgebäude in Bürmoos
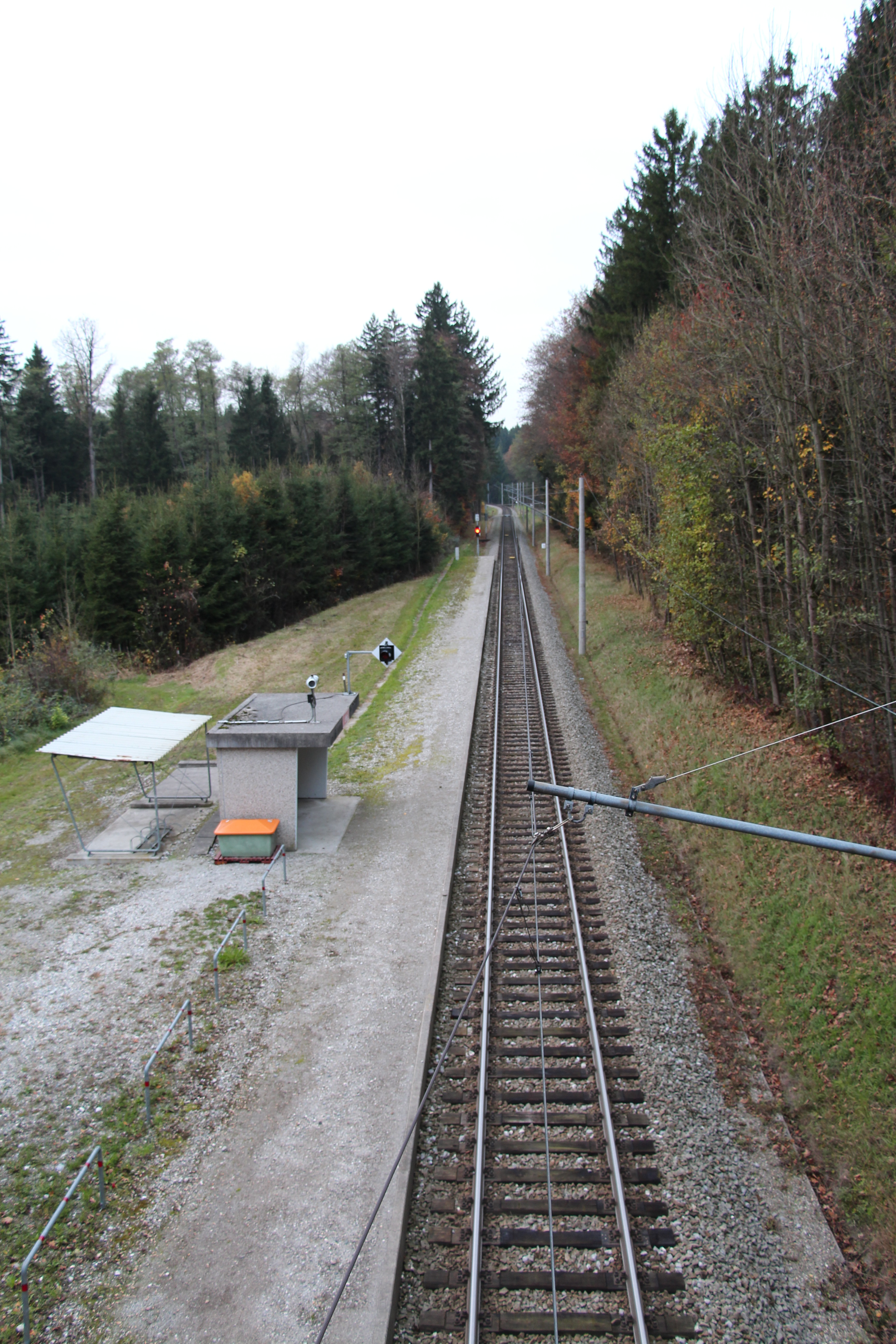
Bahnstrecke bei der Haltestelle Eching
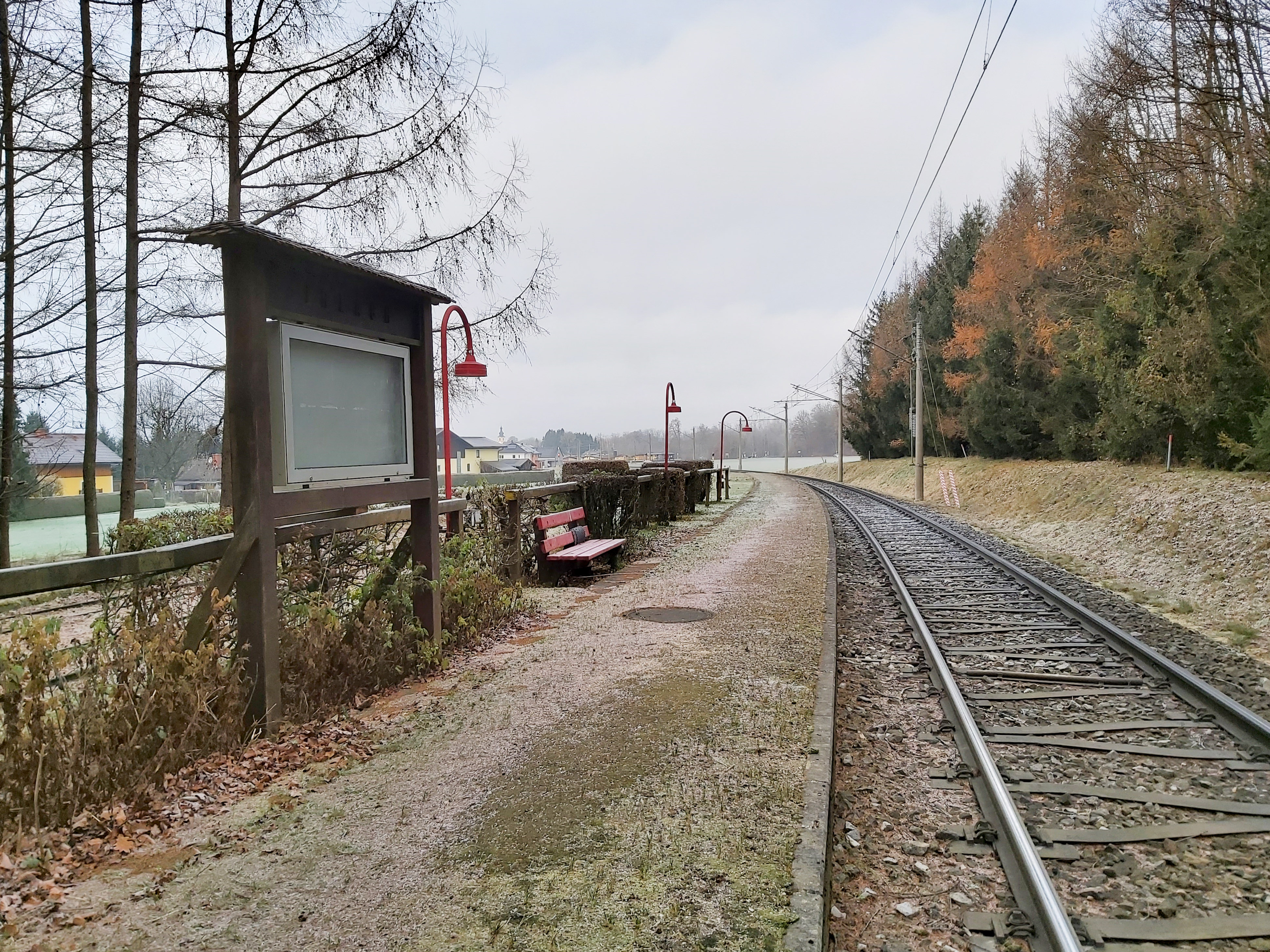
Aufgelassene Haltestelle Irlach (2020)
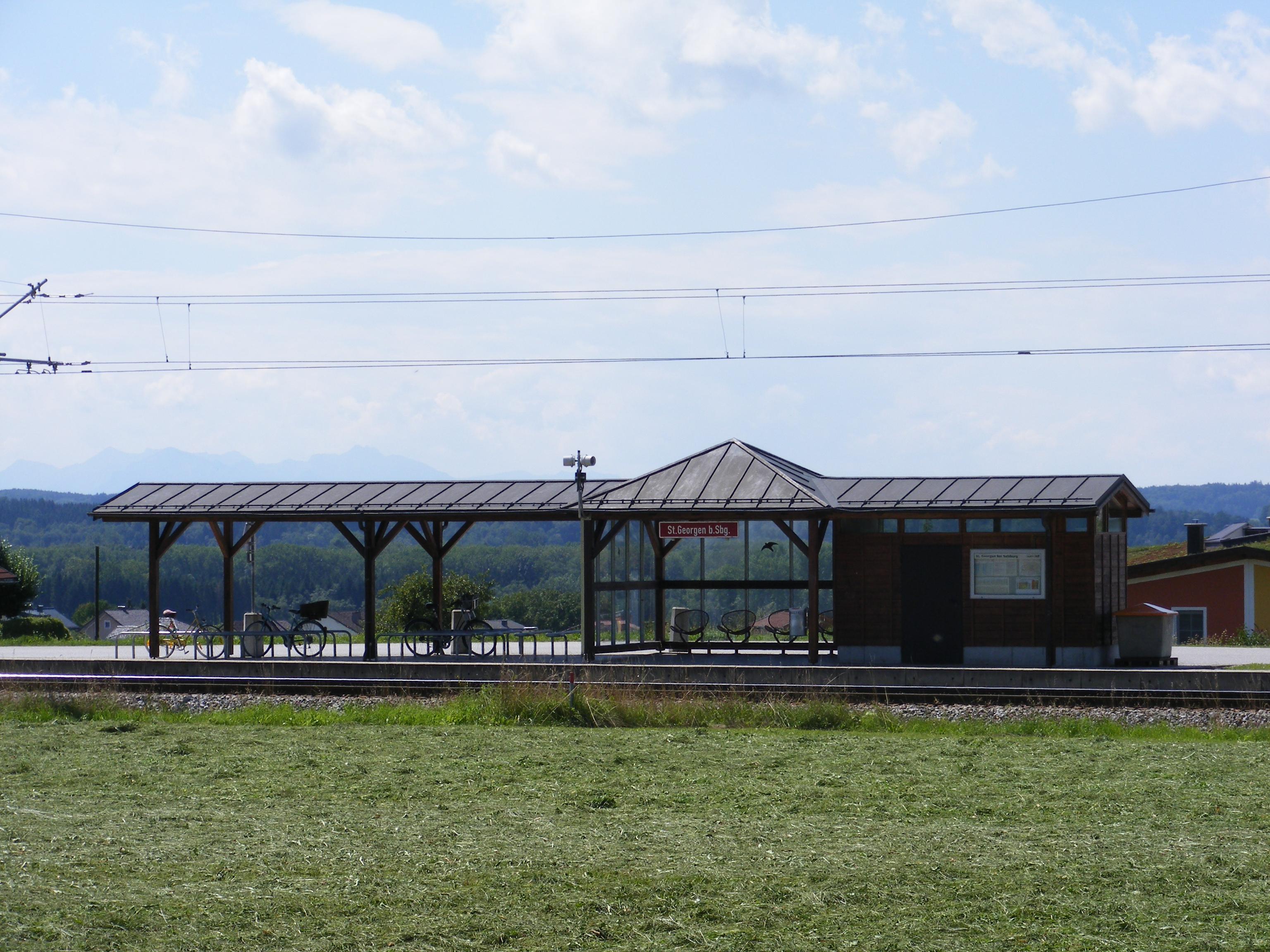
Haltestelle Sankt Georgen bei Salzburg
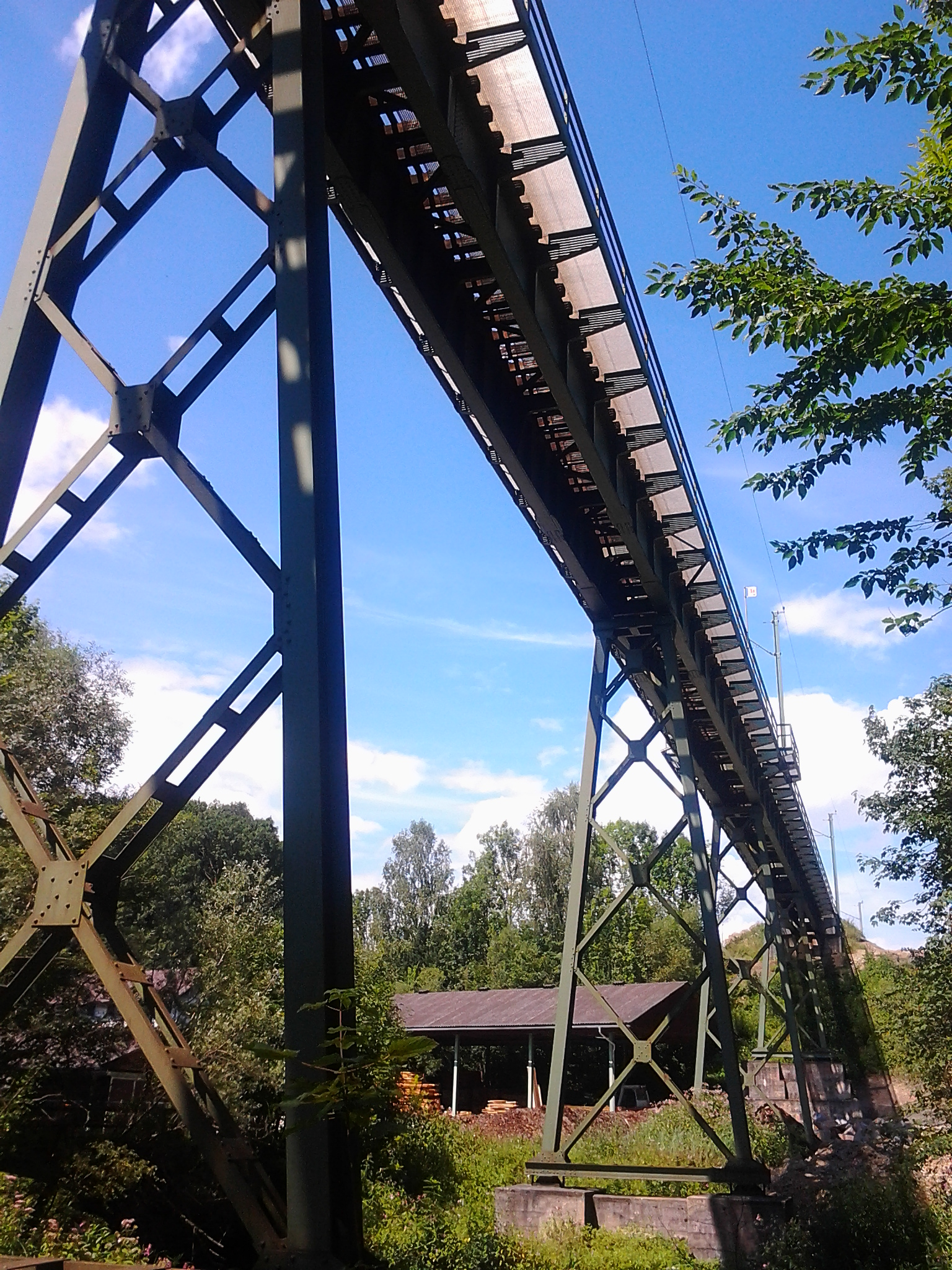
Brücke über die Moosach an der Landesgrenze Salzburg–Oberösterreich
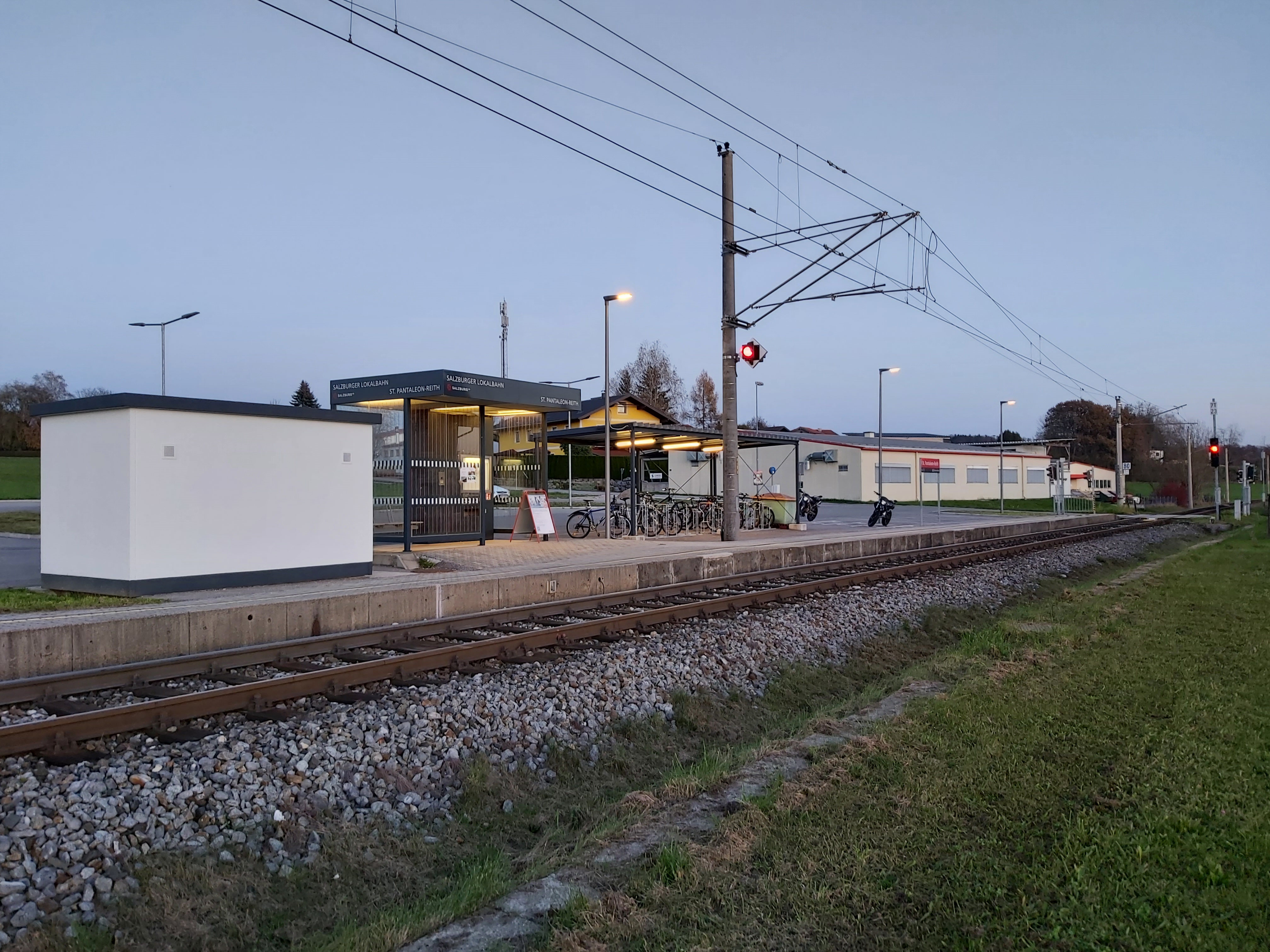
Haltestelle St Pantaleon-Reith
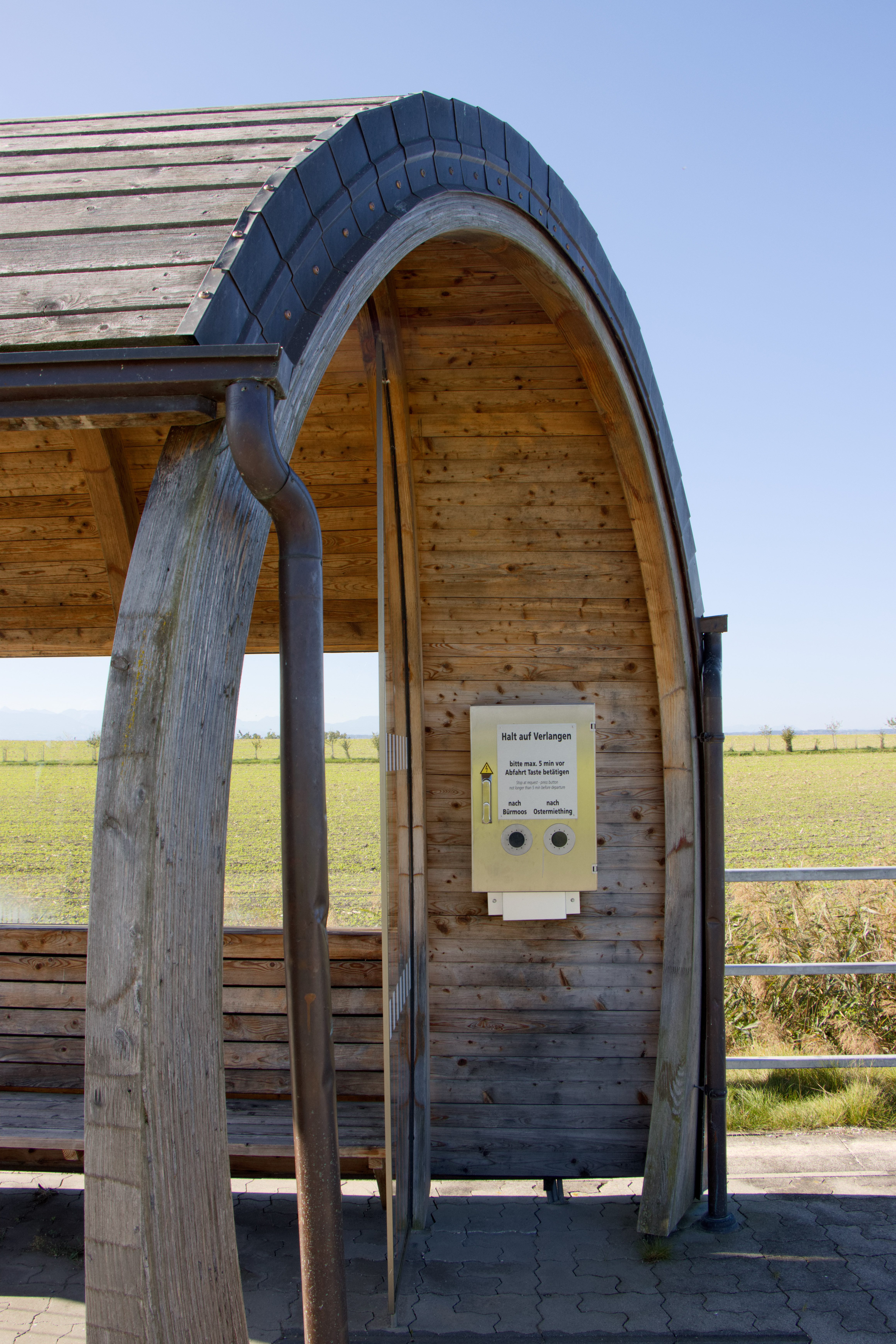
Gut Wildshut mit Haltewunschtaster
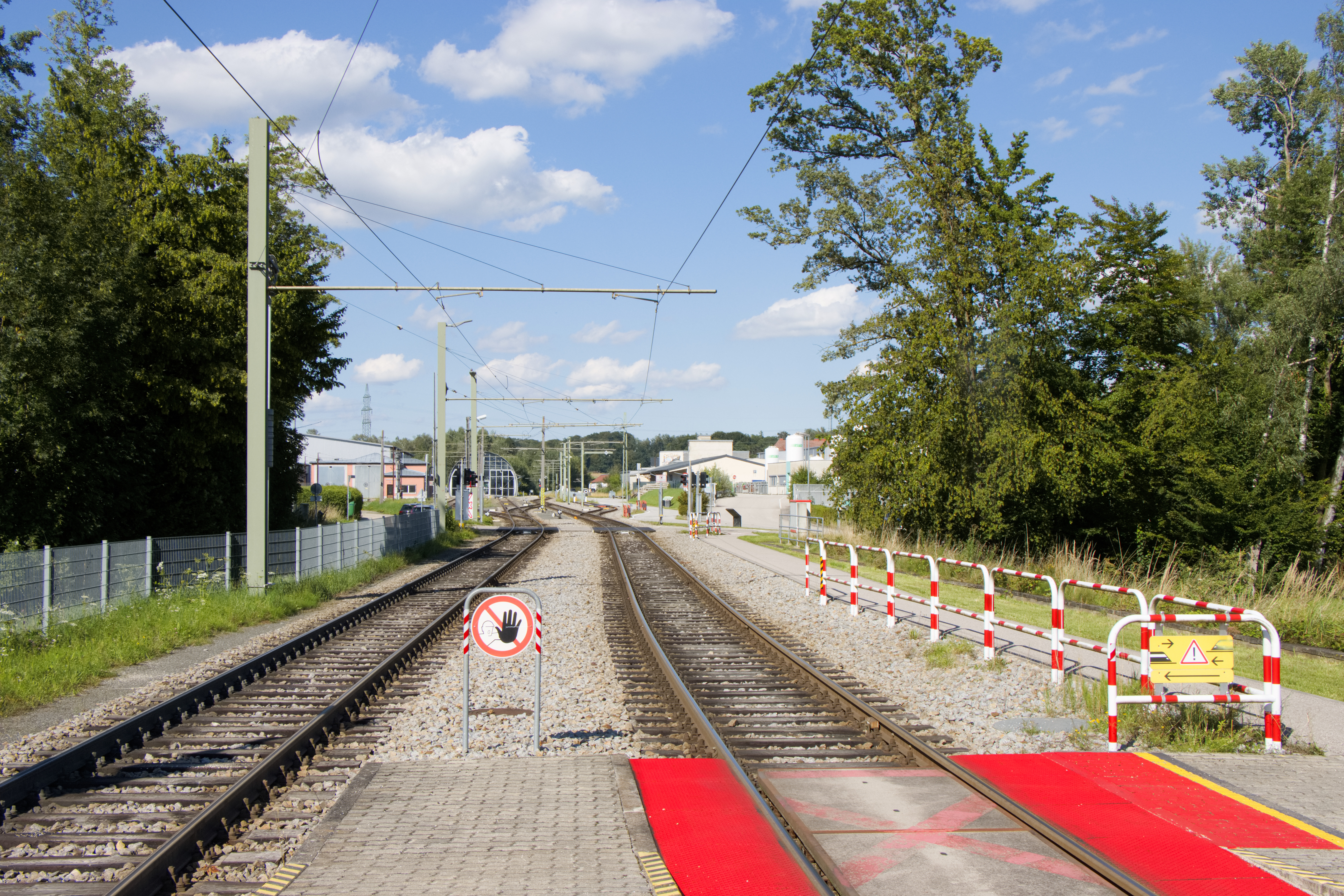
Blick von Riedersbach nach Trimmelkam
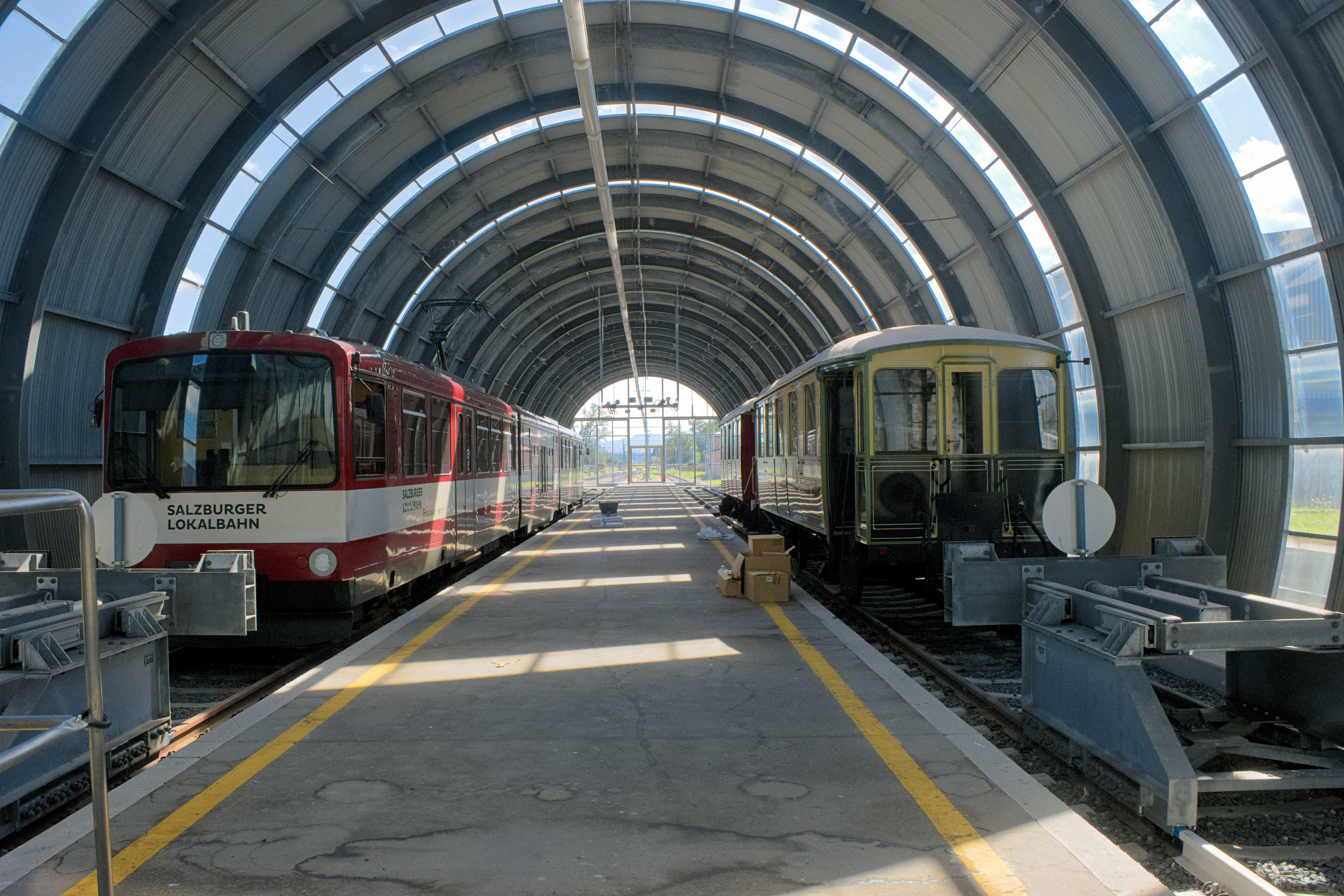
Bahnhofshalle Trimmelkam

Im Bahnhof Trimmelkam führt Verlängerung der Strecke eingleisig an der Halle vorbei, kreuzt die Straße und führt entlang der Geländekante entlang in Richtung Nordnordwest. Etwa 1,1 Kilometer nach Trimmelkam liegt die Haltestelle Diepoldsdorf. Insgesamt 2,5 Kilometern nach Trimmelkam endet die Strecke im zweigleisigen Endbahnhof Ostermiething.

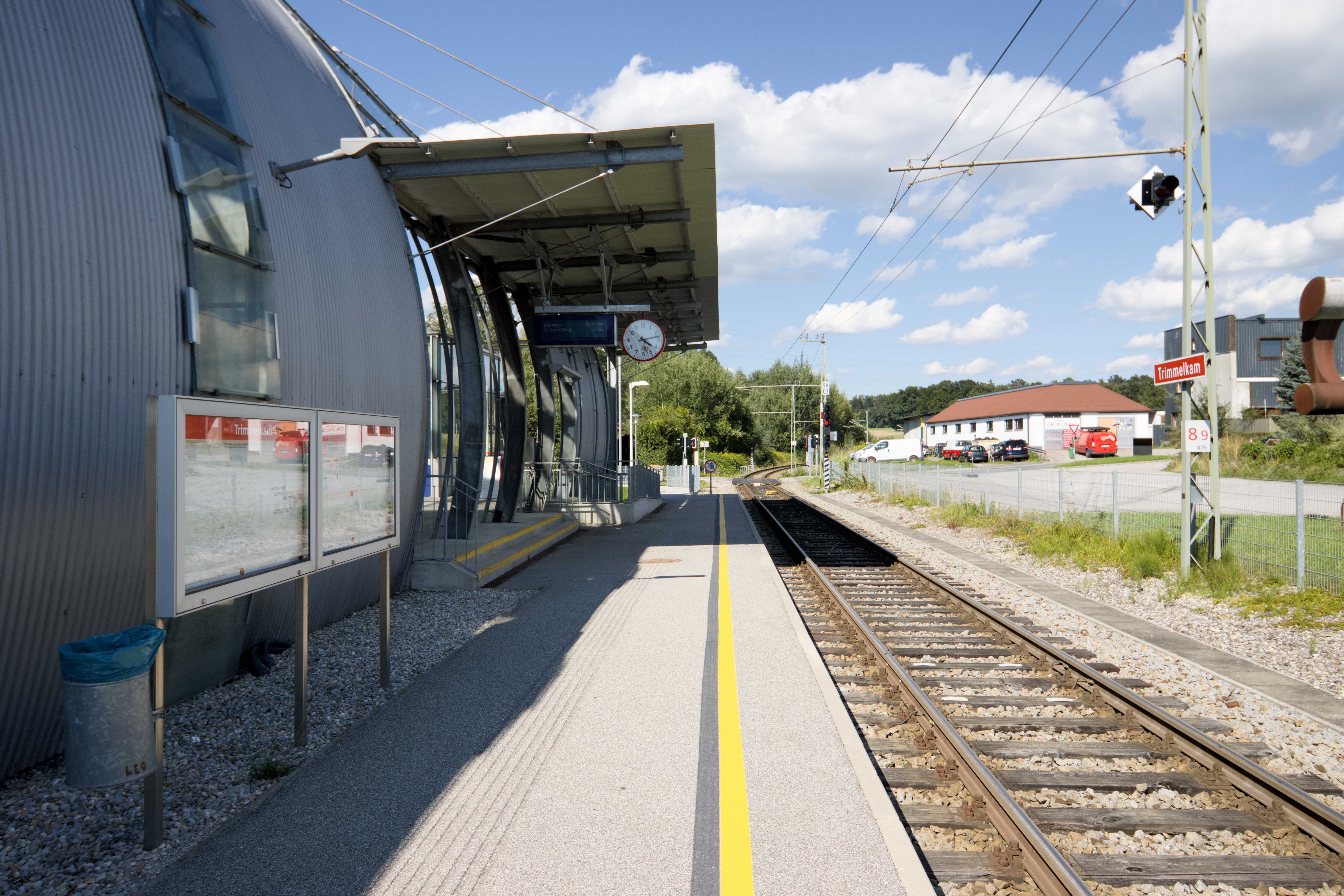
Verlängerung in Trimmelkam neben der Halle
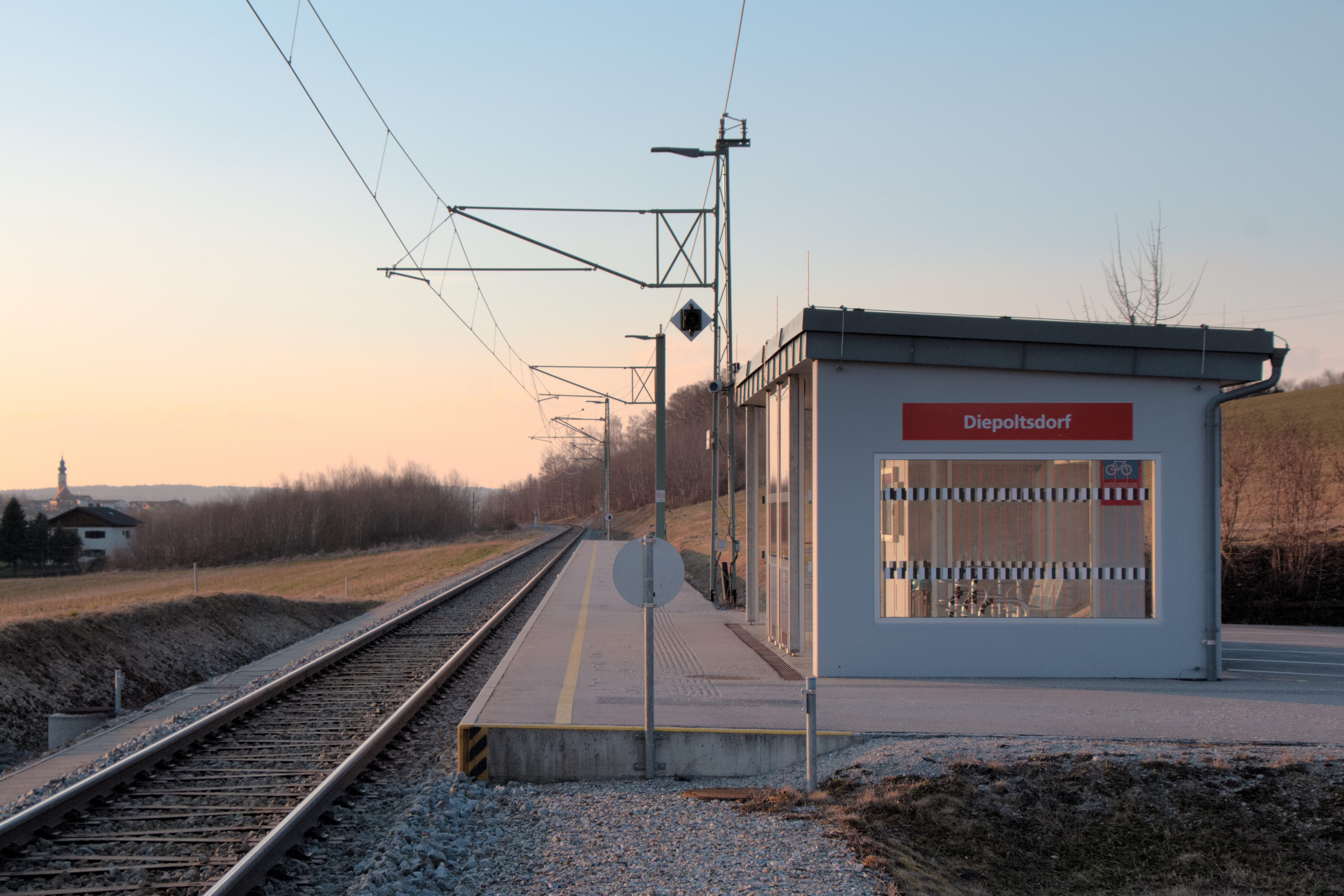
Haltestelle Diepoltsdorf
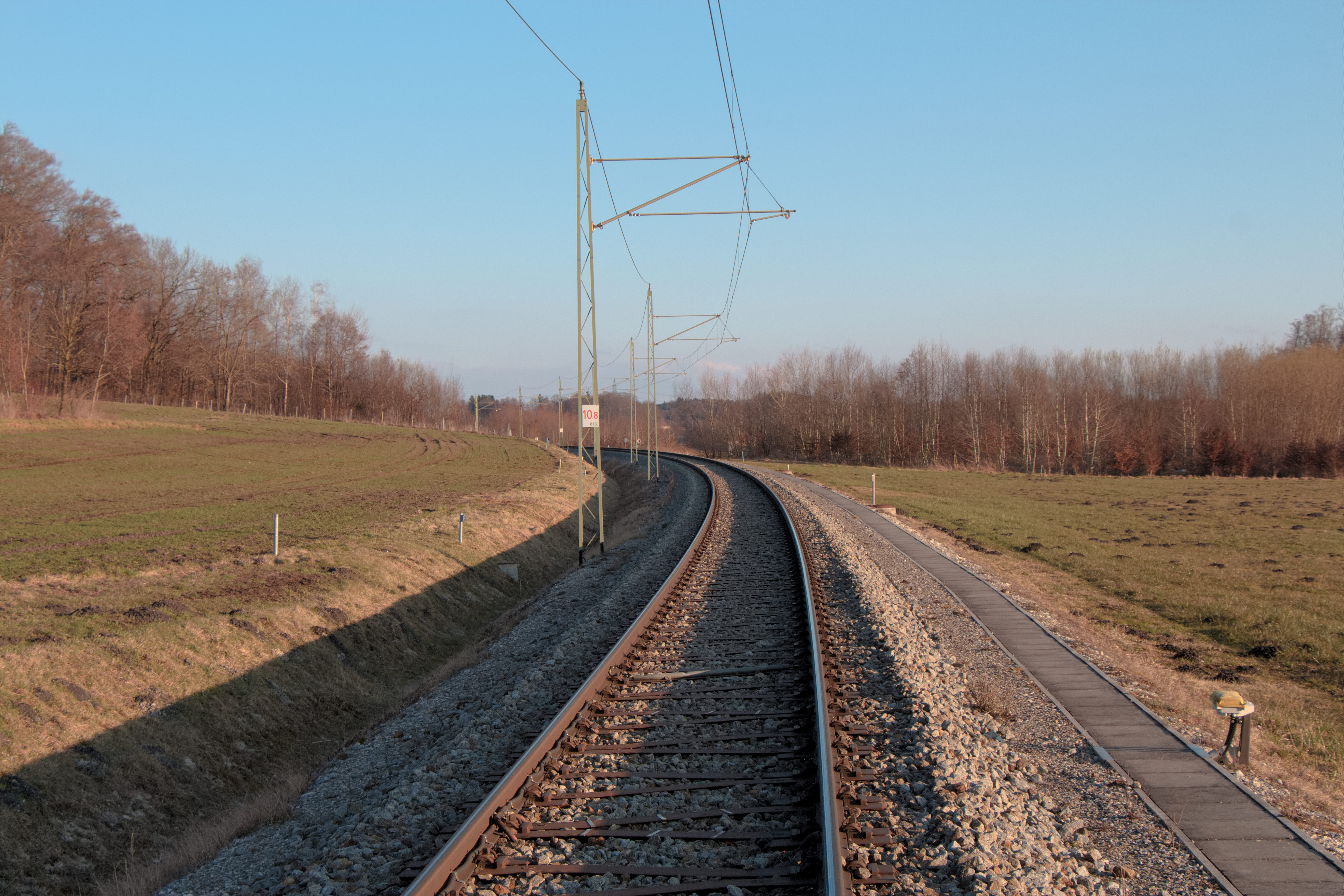
Neubaustrecke zwischen Diepoltsdorf und Ostermiething
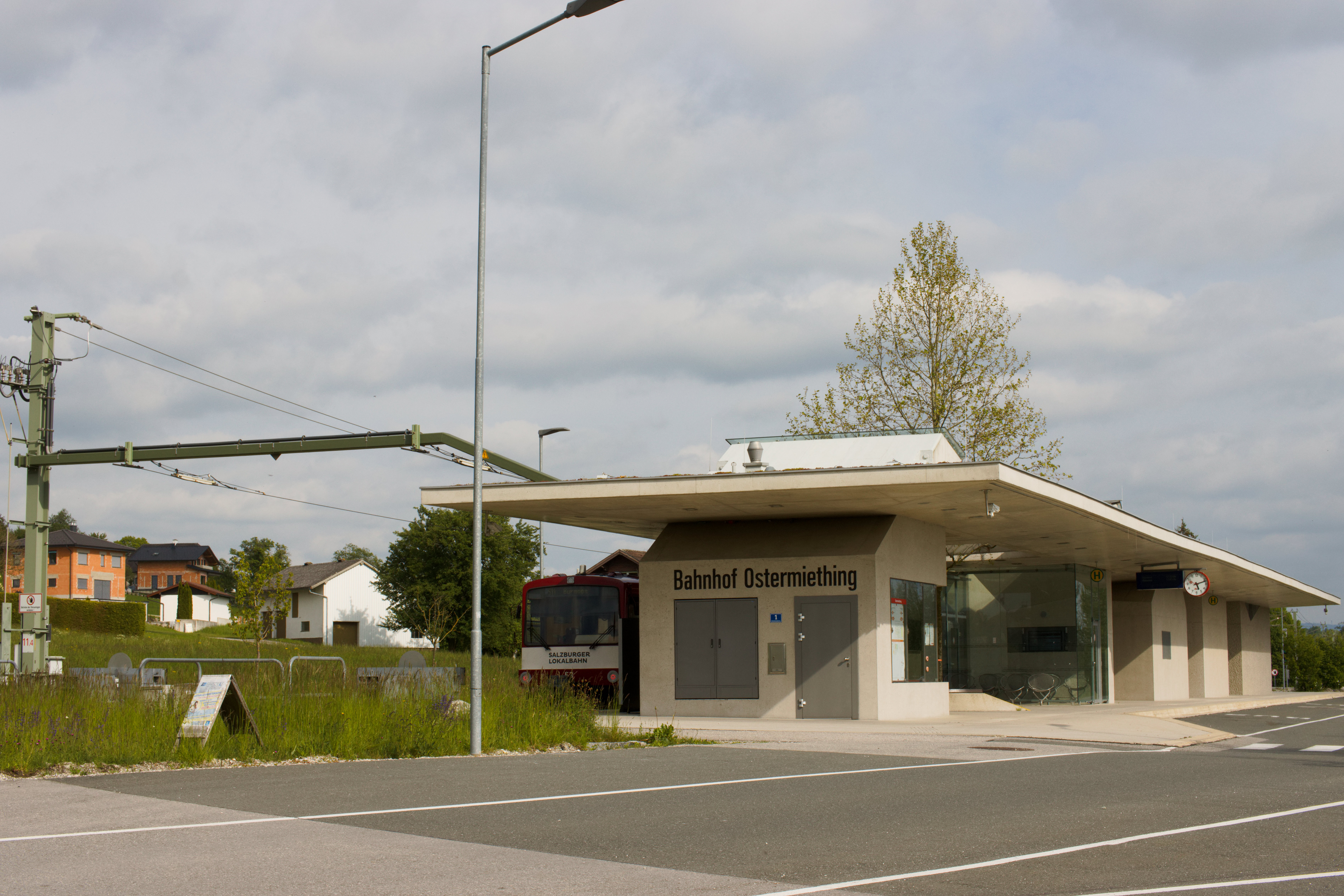
Endbahnhof Ostermiething (2023)